# 2. ŽNL Sisačko-moslavačka 2015./16.
Prvenstvo se igralo dvokružno. Prvenstvo je osvojio NK Šartovac i time stjekao plasman u viši rang (1. ŽNL Sisačko-moslavačku). Iz lige je ispao NK Strug Bročice.

## Tablica
| Mj. | Klub                          | Sus. | Pobj. | Nerj. | Por. | GR.    | Bod.       |
| --- | ----------------------------- | ---- | ----- | ----- | ---- | ------ | ---------- |
| 1.  | NK Šartovac                   | 26   | 22    | 0     | 4    | 100:20 | 66         |
| 2.  | ŠNK Podovi Dvor               | 26   | 21    | 1     | 4    | 95:35  | 64         |
| 3.  | NK Zeleni Brijeg Sisak        | 26   | 15    | 2     | 9    | 59:30  | 47         |
| 4.  | NK Lokomotiva Kutina          | 26   | 14    | 5     | 7    | 54:40  | 47         |
| 5.  | NK Metalac Međurić            | 26   | 14    | 4     | 8    | 66:25  | 46         |
| 6.  | NK Pešćenica                  | 26   | 13    | 4     | 9    | 65:59  | 42 (-1) ↓1 |
| 7.  | NK Croatia Stara Subocka      | 26   | 11    | 6     | 9    | 50:42  | 39         |
| 8.  | NK Stari Grad Kraljeva Velika | 26   | 10    | 5     | 11   | 36:54  | 35         |
| 9.  | NK PPG Rujevac                | 26   | 9     | 5     | 12   | 51:50  | 31 (-1) ↓2 |
| 10. | NK Dinamo Osekovo             | 26   | 9     | 2     | 15   | 45:58  | 29         |
| 11. | NK Jasenovac                  | 26   | 7     | 6     | 13   | 38:69  | 27         |
| 12. | ŠNK Sloga Hrastovica          | 26   | 8     | 0     | 18   | 37:82  | 24         |
| 13. | NK Mladost Repušnica          | 26   | 4     | 3     | 19   | 24:90  | 14 (-1) ↓3 |
| 14. | NK Strug Bročice              | 26   | 2     | 3     | 21   | 23:89  | 5 (-4) ↓4  |

## Rezultati
| ŠNK Podovi Dvor - NK Strug Bročice 4:1 NK Mladost Repušnica - NK Stari Grad Kraljeva Velika 1:2 NK Šartovac - NK Dinamo Osekovo 3:0 NK Metalac Međurić - NK Zeleni Brijeg Sisak 0:2 NK Lokomotiva Kutina - NK Croatia Stara Subocka 2:3 NK PPG Rujevac - ŠNK Sloga Hrastovica 3:0 ↓5 NK Jasenovac - NK Pešćenica 2:2              | NK Strug Bročice - NK Pešćenica 1:2 ŠNK Sloga Hrastovica - NK Jasenovac 2:1 NK Croatia Stara Subocka - NK PPG Rujevac 1:1 NK Zeleni Brijeg Sisak - NK Lokomotiva Kutina 4:0 NK Šartovac - NK Metalac Međurić 1:0 NK Stari Grad Kraljeva Velika - NK Dinamo Osekovo 3:0 ŠNK Podovi Dvor - NK Mladost Repušnica 5:3                 | NK Mladost Repušnica - NK Strug Bročice 0:2 ŠNK Podovi Dvor - NK Dinamo Osekovo 5:1 NK Metalac Međurić - NK Stari Grad Kraljeva Velika 0:1 NK Lokomotiva Kutina - NK Šartovac 0:3 NK PPG Rujevac - NK Zeleni Brijeg Sisak 0:3 ↓6 NK Jasenovac - NK Croatia Stara Subocka 0:0 NK Pešćenica - ŠNK Sloga Hrastovica 1:0      |
| NK Strug Bročice - ŠNK Sloga Hrastovica 3:4 NK Croatia Stara Subocka - NK Pešćenica 1:1 NK Zeleni Brijeg Sisak - NK Jasenovac 4:0 NK Šartovac - NK PPG Rujevac 3:0 NK Stari Grad Kraljeva Velika - NK Lokomotiva Kutina 2:2 ŠNK Podovi Dvor - NK Metalac Međurić 4:3 NK Mladost Repušnica - NK Dinamo Osekovo 2:3                 | NK Dinamo Osekovo - NK Strug Bročice 6:0 NK Metalac Međurić - NK Mladost Repušnica 4:0 NK Lokomotiva Kutina - ŠNK Podovi Dvor 0:0 NK PPG Rujevac - NK Stari Grad Kraljeva Velika 3:0 ↓7 NK Jasenovac - NK Šartovac 2:3 NK Pešćenica - NK Zeleni Brijeg Sisak 0:6 ŠNK Sloga Hrastovica - NK Croatia Stara Subocka 3:0              | NK Strug Bročice - NK Croatia Stara Subocka 2:2 ↓8 NK Zeleni Brijeg Sisak - ŠNK Sloga Hrastovica 1:0 NK Šartovac - NK Pešćenica 4:1 NK Stari Grad Kraljeva Velika - NK Jasenovac 3:3 ŠNK Podovi Dvor - NK PPG Rujevac 3:2 NK Mladost Repušnica - NK Lokomotiva Kutina 1:2 NK Dinamo Osekovo - NK Metalac Međurić 4:1      |
| NK Metalac Međurić - NK Strug Bročice 4:0 ↓9 NK Lokomotiva Kutina - NK Dinamo Osekovo 2:1 ↓10 NK PPG Rujevac - NK Mladost Repušnica 7:0 ↓10 NK Jasenovac - ŠNK Podovi Dvor 0:5 NK Pešćenica - NK Stari Grad Kraljeva Velika 4:0 ↓10 ŠNK Sloga Hrastovica - NK Šartovac 0:7 NK Croatia Stara Subocka - NK Zeleni Brijeg Sisak 2:4  | NK Strug Bročice - NK Zeleni Brijeg Sisak 0:3 ↓11 NK Šartovac - NK Croatia Stara Subocka 4:1 NK Stari Grad Kraljeva Velika - ŠNK Sloga Hrastovica 2:1 ŠNK Podovi Dvor - NK Pešćenica 4:2 NK Mladost Repušnica - NK Jasenovac 0:0 NK Metalac Međurić - NK Lokomotiva Kutina 4:0 NK Dinamo Osekovo - NK PPG Rujevac 0:1 ↓12         | NK Lokomotiva Kutina - NK Strug Bročice 5:0 NK Metalac Međurić - NK PPG Rujevac 0:0 ↓13 NK Jasenovac - NK Dinamo Osekovo 1:3 NK Pešćenica - NK Mladost Repušnica 3:2 ŠNK Sloga Hrastovica - ŠNK Podovi Dvor 3:2 NK Croatia Stara Subocka - NK Stari Grad Kraljeva Velika 3:1 NK Zeleni Brijeg Sisak - NK Šartovac 0:3     |
| NK Strug Bročice - NK Šartovac 1:10 NK Stari Grad Kraljeva Velika - NK Zeleni Brijeg Sisak 1:0 ŠNK Podovi Dvor - NK Croatia Stara Subocka 2:0 NK Mladost Repušnica - ŠNK Sloga Hrastovica 2:0 NK Dinamo Osekovo - NK Pešćenica 1:4 NK Metalac Međurić - NK Jasenovac 5:0 NK Lokomotiva Kutina - NK PPG Rujevac 4:3                | NK PPG Rujevac - NK Strug Bročice 1:1 NK Jasenovac - NK Lokomotiva Kutina 2:0 NK Pešćenica - NK Metalac Međurić 1:1 ŠNK Sloga Hrastovica - NK Dinamo Osekovo 4:2 NK Croatia Stara Subocka - NK Mladost Repušnica 1:1 NK Šartovac - NK Stari Grad Kraljeva Velika 3:0 NK Zeleni Brijeg Sisak - ŠNK Podovi Dvor 2:4 ↓14             | NK Strug Bročice - NK Stari Grad Kraljeva Velika 2:3 ŠNK Podovi Dvor - NK Šartovac 0:4 NK Mladost Repušnica - NK Zeleni Brijeg Sisak 1:1 NK Dinamo Osekovo - NK Croatia Stara Subocka 1:2 NK Metalac Međurić - ŠNK Sloga Hrastovica 13:1 NK Lokomotiva Kutina - NK Pešćenica 3:0 ↓15 NK PPG Rujevac - NK Jasenovac 3:0    |
| NK Jasenovac - NK Strug Bročice 2:1 NK Pešćenica - NK PPG Rujevac 3:2 ŠNK Sloga Hrastovica - NK Lokomotiva Kutina 1:2 NK Croatia Stara Subocka - NK Metalac Međurić 0:1 NK Zeleni Brijeg Sisak - NK Dinamo Osekovo 4:1 NK Šartovac - NK Mladost Repušnica 7:1 NK Stari Grad Kraljeva Velika - ŠNK Podovi Dvor 2:6                 | NK Strug Bročice - ŠNK Podovi Dvor 1:4 NK Stari Grad Kraljeva Velika - NK Mladost Repušnica 3:0 NK Dinamo Osekovo - NK Šartovac 0:3 NK Zeleni Brijeg Sisak - NK Metalac Međurić 0:3 NK Croatia Stara Subocka - NK Lokomotiva Kutina 0:3 ↓16 ŠNK Sloga Hrastovica - NK PPG Rujevac 1:3 NK Pešćenica - NK Jasenovac 4:4             | NK Pešćenica - NK Strug Bročice 6:1 NK Jasenovac - ŠNK Sloga Hrastovica 3:1 NK PPG Rujevac - NK Croatia Stara Subocka 1:2 NK Lokomotiva Kutina - NK Zeleni Brijeg Sisak 2:2 NK Metalac Međurić - NK Šartovac 3:0 NK Dinamo Osekovo - NK Stari Grad Kraljeva Velika 2:0 NK Mladost Repušnica - ŠNK Podovi Dvor 0:4         |
| NK Strug Bročice - NK Mladost Repušnica 3:0 NK Dinamo Osekovo - ŠNK Podovi Dvor 3:1 NK Stari Grad Kraljeva Velika - NK Metalac Međurić 1:0 NK Šartovac - NK Lokomotiva Kutina 4:2 NK Zeleni Brijeg Sisak - NK PPG Rujevac 4:1 NK Croatia Stara Subocka - NK Jasenovac 3:1 ŠNK Sloga Hrastovica - NK Pešćenica 0:4                 | ŠNK Sloga Hrastovica - NK Strug Bročice 8:1 ↓17 NK Pešćenica - NK Croatia Stara Subocka 3:0 NK Jasenovac - NK Zeleni Brijeg Sisak 0:1 NK PPG Rujevac - NK Šartovac 0:4 NK Lokomotiva Kutina - NK Stari Grad Kraljeva Velika 2:2 NK Metalac Međurić - ŠNK Podovi Dvor 0:2 NK Dinamo Osekovo - NK Mladost Repušnica 0:1             | NK Strug Bročice - NK Dinamo Osekovo 1:1 NK Mladost Repušnica - NK Metalac Međurić 0:6 ŠNK Podovi Dvor - NK Lokomotiva Kutina 4:1 NK Stari Grad Kraljeva Velika - NK PPG Rujevac 2:2 NK Šartovac - NK Jasenovac 10:0 NK Zeleni Brijeg Sisak - NK Pešćenica 1:2 NK Croatia Stara Subocka - ŠNK Sloga Hrastovica 5:1        |
| NK Croatia Stara Subocka - NK Strug Bročice 6:1 ŠNK Sloga Hrastovica - NK Zeleni Brijeg Sisak 1:0 NK Pešćenica - NK Šartovac 3:1 NK Jasenovac - NK Stari Grad Kraljeva Velika 4:1 NK PPG Rujevac - ŠNK Podovi Dvor 2:4 ↓18 NK Lokomotiva Kutina - NK Mladost Repušnica 5:0 ↓18 NK Metalac Međurić - NK Dinamo Osekovo 1:1         | NK Strug Bročice - NK Metalac Međurić 0:1 NK Dinamo Osekovo - NK Lokomotiva Kutina 0:2 NK Mladost Repušnica - NK PPG Rujevac 5:2 ŠNK Podovi Dvor - NK Jasenovac 5:0 NK Stari Grad Kraljeva Velika - NK Pešćenica 1:4 NK Šartovac - ŠNK Sloga Hrastovica 6:3 NK Zeleni Brijeg Sisak - NK Croatia Stara Subocka 4:0                 | NK Zeleni Brijeg Sisak - NK Strug Bročice 3:0 ↓19 NK Croatia Stara Subocka - NK Šartovac 1:0 ŠNK Sloga Hrastovica - NK Stari Grad Kraljeva Velika 0:1 NK Pešćenica - ŠNK Podovi Dvor 0:7 NK Jasenovac - NK Mladost Repušnica 1:2 NK PPG Rujevac - NK Dinamo Osekovo 4:2 ↓20 NK Lokomotiva Kutina - NK Metalac Međurić 1:1 |
| NK Strug Bročice - NK Lokomotiva Kutina 1:2 NK PPG Rujevac - NK Metalac Međurić 0:3 ↓21 NK Dinamo Osekovo - NK Jasenovac 2:3 ↓22 NK Mladost Repušnica - NK Pešćenica 2:7 ŠNK Podovi Dvor - ŠNK Sloga Hrastovica 9:0 NK Stari Grad Kraljeva Velika - NK Croatia Stara Subocka 1:1 ↓23 NK Šartovac - NK Zeleni Brijeg Sisak 2:0 ↓23 | NK Šartovac - NK Strug Bročice 3:0 ↓24 NK Zeleni Brijeg Sisak - NK Stari Grad Kraljeva Velika 4:1 NK Croatia Stara Subocka - ŠNK Podovi Dvor 4:2 ↓25 ŠNK Sloga Hrastovica - NK Mladost Repušnica 3:0 ↓26 NK Pešćenica - NK Dinamo Osekovo 4:5 NK Jasenovac - NK Metalac Međurić 4:2 NK PPG Rujevac - NK Lokomotiva Kutina 1:2 ↓25 | NK Lokomotiva Kutina - NK Jasenovac 6:1 NK Metalac Međurić - NK Pešćenica 5:2 NK Dinamo Osekovo - ŠNK Sloga Hrastovica 4:0 ŠNK Podovi Dvor - NK Zeleni Brijeg Sisak 4:0 NK Stari Grad Kraljeva Velika - NK Šartovac 0:4 NK Mladost Repušnica - NK Croatia Stara Subocka 0:7 ↓27 NK Strug Bročice - NK PPG Rujevac 0:3 ↓28 |
| NK Stari Grad Kraljeva Velika - NK Strug Bročice 3:0 čl. 56 NK Šartovac - ŠNK Podovi Dvor 1:2 NK Zeleni Brijeg Sisak - NK Mladost Repušnica 5:0 NK Croatia Stara Subocka - NK Dinamo Osekovo 5:0 čl. 59. ŠNK Sloga Hrastovica - NK Metalac Međurić 0:4 NK Pešćenica - NK Lokomotiva Kutina 0:1 NK Jasenovac - NK PPG Rujevac 1:1  | NK PPG Rujevac - NK Pešćenica 5:2 NK Lokomotiva Kutina - ŠNK Sloga Hrastovica 3:0 NK Metalac Međurić - NK Croatia Stara Subocka 2:0 NK Dinamo Osekovo - NK Zeleni Brijeg Sisak 2:1 NK Mladost Repušnica - NK Šartovac 0:7 ŠNK Podovi Dvor - NK Stari Grad Kraljeva Velika 3:0                                                     | |

## Lista strijelaca
- 36 - Batković Domagoj (NK Šartovac)
- 22 - Ovčariček Karlo (NK Dinamo Osekovo)
- 20 - Kuharić Ivan (NK Metalac Međurić)
- 16 - Sklezur Hrvoje (NK Zeleni Brijeg Sisak)
- 15 - Rakas Milan (NK PPG Rujevac), Raković Josip (NK Pešćenica)
- 13 - Golub Filip (ŠNK Podovi Dvor), Kocijan Gordan Juraj (NK Pešćenica), Rizvanović Valentin (NK Croatia Star Subocka), Šenija Jurica (NK Šartovac)
- 12 - Kunštek Vedran (NK Dinamo Osekovo), Podvalej Željko (NK Lokomotiva Kutina)
- 11 - Grgić Ante (NK Lokomotiva Kutina), Slekovac Ivan (NK Šartovac), Suhalj Franjo (ŠNK Podovi Dvor)
- 10 - Dujlović Tomislav (ŠNK Podovi Dvor), Iličić Darko (NK Strug Bročice), Vujatović Nemanja (ŠNK Podovi Dvor)
- 9 - Sijarto Ivan (NK Stari Grad Kraljeva Velika)
- 8 - Crnac Kristijan (NK Mladost Repušnica), Jozić Tomislav (ŠNK Podovi Dvor), Komlenović Miroslav (NK Metalac Međurić), Šenija Ivan (NK Metalac Međurić), Špoljarić Josip (NK Stari Grad Kraljeva Velika), Vidić Ante (NK PPG Rujevac), Vujčić Marko (NK PPG Rujevac)
- 7 - Dimitrić Alen (NK Jasenovac), Sabljak Mario (NK Mladost Repušnica)
- 6 - Baković Dalibor (NK Croatia Stara Subocka), Balinčić Ivica (NK Pešćenica), Bolarić Matija (NK Lokomotiva Kutina), Friš Matija (NK Lokomotiva Kutina), Stanojević Siniša (NK Zeleni Brijeg Sisak), Škledar Mario (NK Jasenovac), Šmit Hrvoje (NK Zeleni Brijeg Sisak), Štefančić Kristijan (NK Šartovac)
- 5 - Anđelić Milenko (NK PPG Rujevac), Babić Milan (ŠNK Podovi Dvor), Balinčić Mario (NK Pešćenica), Cvetković Marko (ŠNK Sloga Hrastovica), Čavlović Denis (NK Stari Grad Kraljeva Velika), Dejanović Josip (NK Pešćenica), Drača Stevo (ŠNK Podovi Dvor), Đurić Damjan (ŠNK Podovi Dvor), Gelo Domagoj (NK Šartovac), Grbić Zoran (NK Croatia Stara Subocka), Matjačić Mario (NK Metalac Međurić), Milas Pavao (NK Dinamo Osekovo), Mujagić Danijel (NK Jasenovac), Sklezur Igor (NK Zeleni Brijeg Sisak), Sučević Daniel (NK Pešćenica), Zrile Krunoslav (NK Croatia Stara Subocka)
- 4 - Batković Mario (NK Šartovac), Benak Gordan (ŠNK Podovi Dvor), Borojević Saša (NK Šartovac), Filipović Antonio (NK Croatia Stara Subocka), Ivičić Zoran (ŠNK Podovi Dvor), Kovačić Ivica (NK Šartovac), Ladešić Ivan (NK Metalac Međurić), Lukinić Mateo (NK Sloga Hrastovica), Malus Boris (NK Zeleni Brijeg Sisak), Markanović Josip (NK Sloga Hrastovica), Mihalčik Dejan (NK Metalac Međurić), Posejpal Božo (NK Metalac Međurić), Šenija Josip (NK Šartovac), Šimičić Marko (NK Croatia Stara Subocka), Tesla Filip (NK PPG Rujevac), Vidaković Antonio (NK Jasenovac)
- 3 - Bezuk Kristijan (NK Šartovac), Bobinac Matej (NK Mladost Repušnica), Brabec Tomislav (NK Metalac Međurić), Brabec Dalibor (NK Metalac Međurić), Culović Jurica (NK Pešćenica), Čunčić Matija (NK Jasenovac), Elijazović Sanel (ŠNK Podovi Dvor), Galić Domagoj (NK Pešćenica), Hodalj Ivan (NK Pešćenica), Jerković Tomislav (NK Šartovac), Kapetanović Željko (NK PPG Rujevac), Kostrić Željko (ŠNK Podovi Dvor), Malekinušić Filip (NK Dinamo Osekovo), Marčec Ivan (NK Croatia Stara Subocka), Marić Tomislav (NK Sloga Hrastovica), Radić Davor (NK Šartovac), Šešerko Dražen (NK Dinamo Osekovo), Švaljek Mijo (NK Stari Grad Kraljeva Velika), Tominović Goran (NK Sloga Hrastovica), Vidaković Karlo (NK Strug Bročice)
- 2 - Benčina Boris (NK Lokomotiva Kutina), Bilandžija Filip (NK Croatia Stara Subocka), Brebrić Hrvoje (NK Sloga Hrastovica), Bukač Alen (NK Metalac Međurić), Čopra Tomislav (NK Zeleni Brijeg Sisak), Gašparić Luka (NK Sloga Hrastovica), Golub Denis (ŠNK Podovi Dvor), Gruičić Jakov (NK Lokomotiva Kutina), Jelekovac Josip (NK Sloga Hrastovica), Katušić Domagoj (NK Jasenovac), Katušić Krešimir (NK Jasenovac), Kos Neven (NK Zeleni Brijeg Sisak), Lovreković Alen (NK Sloga Hrastovica), Marinčić Tomislav (NK Mladost Repušnica), Milinković Siniša (NK PPG Rujevac), Moharoš Zoran (NK Stari Grad Kraljeva Velika), Mudrovčić Ivan (NK Strug Bročice), Mustafić Haris (NK Zeleni Brijeg Sisak), Pavlović Mislav (NK Lokomotiva Kutina), Peranović Krešimir (NK Pešćenica), Podunavac Mario (NK PPG Rujevac), Posavac Josip (NK Jasenovac), Prka Ivan (NK Strug Bročice), Prpić Hrvoje (NK Metalac Međurić), Radinović David (NK Stari Grad Kraljeva Velika), Rakas Marko (ŠNK Podovi Dvor), Rapić Domagoj (NK Zeleni Brijeg Sisak), Starčević Damir (NK Stari Grad Kraljeva Velika), Šivak Simon (NK Lokomotiva Kutina), Tolić Marijo (NK Pešćenica), Umičević Gojko (ŠNK Podovi Dvor), Zubković Dejan (NK Sloga Hrastovica)
- 1 - Aljilji Šaban (NK Jasenovac), Babić Zoran (NK Zeleni Brijeg Sisak), Benak Stojan (ŠNK Podovi Dvor), Bilandžija Dalibor (NK Croatia Stara Subocka), Bilandžija Alen (NK Croatia Stara Subocka), Bogunović Matej (NK Strug Bročice), Brebrić Ivan (NK Sloga Hrastovica), Brnić Marko (NK Jasenovac), Bundalo Ognjen (ŠNK Podovi Dvor), Crnac Luka (NK Mladost Repušnica), Culović Filip (NK Sloga Hrastovica), Čamber Viktor (NK Zeleni Brijeg Sisak), Dizdarević Denis (NK Zeleni Brijeg Sisak), Dorosulić Nikola (NK Zeleni Brijeg Sisak), Dugandžija Ivan (ŠNK Podovi Dvor), Egredžija Boris (NK Jasenovac), Franković Drago (NK Strug Bročice), Friš Mario (NK Lokomotiva Kutina), Gligić Dražen (NK Šartovac), Graonić Arnel (NK PPG Rujevac), Grdić Marin (NK Strug Bročice), Grubješić Slobodan (NK PPG Rujevac), Grubor Alen (NK Zeleni Brijeg Sisak), Horvat Ivan (NK Strug Bročice), Hrenić Silvio (NK Strug Bročice), Ivančić Denis (NK Pešćenica), Kizilkaya Tufan (NK Sloga Hrastovica), Knežić Filip (NK Sloga Hrastovica), Kramarić Mario (ŠNK Podovi Dvor), Lončar Mateo (NK Zeleni Brijeg Sisak), Majkić Davor (NK PPG Rujevac), Matjačić Ivan (NK Metalac Međurić), Milaković Adam (ŠNK Podovi Dvor), Miletić Filip (NK Lokomotiva Kutina), Pavlenić Goran (NK Mladost Repušnica), Pavrlišak Marko (NK Mladost Repušnica), Perić Petar (NK Lokomotiva Kutina), Pezić Zvonimir (NK Lokomotiva Kutina), Putak Josip (NK Lokomotiva Kutina), Resanović Goran (ŠNK Podovi Dvor), Roksa Tomislav (NK Sloga Hrastovica), Salkić Matija (NK Zeleni Brijeg Sisak), Sertić Ivan (NK Strug Bročice), Šakonjić Miralem (NK Croatia Stara Subocka), Šivalec Denis (NK Jasenovac), Tutić Mateo (NK Strug Bročice), Vasik Miroslav (NK Metalac Međurić), Velisavljević Zoran (NK Stari Grad Kraljeva Velika), Vuđan Silvijo (NK Stari Grad Sisak), Vuković Dario (NK Strug Bročice), Vule Ljubomir (ŠNK Podovi Dvor), Zec Ibrahim (NK Pešćenica), Grgić Damir (NK Mladost Repušnica), Mandura Marko (NK Lokomotiva Kutina), Tadić Ivan (NK Strug Bročice)